# Cladosporium cassiae-surathensis
Cladosporium cassiae-surathensis är en svampart som beskrevs av J.M. Yen 1981. Cladosporium cassiae-surathensis ingår i släktet Cladosporium och familjen Davidiellaceae.   Inga underarter finns listade i Catalogue of Life.